# リーズ・グレンビル連合郡
リーズ・グレンビル連合郡（リーズ・グレンビルれんごうぐん。英：Leeds and Grenville United Counties）は、カナダのオンタリオ州南東部に位置する地方行政区のひとつ。リーズ・グレンビルはセントローレンス川に面しており、カナダとアメリカの国境になっている。
1850年に、前身のリーズ郡とグレンビル郡の行政が統合されたことにより誕生した。

## 主な都市
- ブロックビル （Brockville）：行政管轄外
- ガナノクエ （Gananoque）：行政管轄外
- プレスコット （Prescott）：行政管轄外

上記の都市は行政サービス上は郡の管轄外だが、国勢調査区分上は郡に含まれる。